# Parti Radical
Parti radical (RAD) er et fransk liberalt parti.
Direkte oversat til dansk betyder partinavnet: Det radikale parti. Partiet er grundlagt i 1901 og er dermed det ældste politiske parti i Frankrig. Partiets program indeholder elementer af:
- Radikalisme
- Republikanisme
- Humanisme
- Sekularisme

## Mandater
| Assemblée Nationale |
| Senatet             |
| Europa-Parlamentet  |

## Ekstern henvisning
- "Partiets hjemmeside" (fransk). Arkiveret fra originalen 22. februar 2011. Hentet 29. september 2011.